# تیم ملی بسکتبال سان مارینو
تیم ملی بسکتبال سان مارینو (به ایتالیایی: Nazionale di pallacanestro di San Marino) نماینده سان مارینو در مسابقات بین‌المللی بسکتبال است . این تیم توسط فدراسیون بسکتبال سان مارینو اداره می شوند.